# 半単純リー代数
数学においてリー代数が半単純であるとは単純リー代数（自分自身と0以外にイデアルを持たないような非可換リー代数）の直和となる事をいう。
この記事内では特に注意しない限り {\displaystyle {\mathfrak {g}}} を標数0の体上の有限次元リー代数とする。以下の条件は全て同値である。
- {\displaystyle {\mathfrak {g}}} は半単純
- キリング形式 κ(x,y) = tr(ad(x)ad(y)) が非退化
- {\displaystyle {\mathfrak {g}}} は0でない可換イデアルを持たない
- {\displaystyle {\mathfrak {g}}} は0でない可解イデアルを持たない
- {\displaystyle {\mathfrak {g}}} の 根基 (最大可解イデアル) は0

## 例
以下の半単純リー代数の例は、ディンキン図形の分類に由来する記法を用いて表されている。
- {\displaystyle A_{n}:} {\displaystyle {\mathfrak {sl}}_{n+1}}、特殊線形リー代数
- {\displaystyle B_{n}:} {\displaystyle {\mathfrak {so}}_{2n+1}}、奇数次元特殊直交リー代数
- {\displaystyle C_{n}:} {\displaystyle {\mathfrak {sp}}_{2n}}、斜交リー代数
- {\displaystyle D_{n}:} {\displaystyle {\mathfrak {so}}_{2n}}、偶数次元特殊直交リー代数

これらのリー代数は n がランクとなるように番号付けられている。低次元での例外を除き、これらの大部分は単純リー代数である。これら４つの族と５つの例外型 (E6、E7、E8、F4、G2)で複素数体上の単純リー代数は尽くされている。

## 分類

単純リー代数は連結ディンキン図形によって分類される。

代数閉体上の半単純リー代数は定義より単純リー代数の直和であり、また単純リー代数は４つの族（An、Bn、Cn、Dn）と５つの例外（ E6、E7、E8、F4、G2）で尽くされる。単純リー代数は右に示した連結ディンキン図形によって分類され、半単純リー代数は必ずしも連結とは限らないディンキン図形に対応している。
分類はカルタン部分代数(最大可換リー代数)とそれに対する随伴表現を調べることにより進められる。その作用のルート系は元のリー代数を決定し、また強い制約を満たすことからディンキン図形により分類される。
単純リー代数の分類は数学における最もエレガントな結果の一つであると広く考えられており、簡潔ないくつかの公理が比較的短い証明により完全かつ非自明で驚くべき構造を備えた分類を生み出している。これはより複雑な有限単純群の分類とも比較されるべきである。
重複のない単純リー代数の列挙が、 An に対し {\displaystyle n\geq 1}、 Bn に対し {\displaystyle n\geq 2}、Cn に対し {\displaystyle n\geq 3}、Dn に対し {\displaystyle n\geq 4} とすることにより得られる。より低次の部分はディンキン図形の同型により重複が発生する。また Enの添字を6よりも小さくすることも可能であるが、その場合は例外的ではない他のディンキン図形と同型になる。
代数閉体でない場合には分類はより複雑である。その場合には、代数閉体上の単純リー代数を分類し、その各々に対して（代数閉包の上で）同じキリング形式を持つようなリー代数を分類する。例えば単純実リー代数を分類するには与えられた複素化を持つような実リー代数（複素リー代数の実形と呼ばれる）を分類する必要がある。これは佐武図形と呼ばれる付加構造付きのディンキン図形を用いることによる可能となる。

## 歴史
複素数体上の半単純リー代数はヴィルヘルム・キリング (1888–90)により初めて分類されたが、彼の証明は厳密性を欠いていた。 エリ・カルタン (1894) はその学位論文の中でキリングの証明を厳密化し、更に半単純実リー代数の分類も与えた。これはさらに洗練され、現在のディンキン図形による分類は22歳の ユージン・ディンキン により1947年に与えられた。

## 性質

### 完全可約性
半単純性の帰結の一つは、全ての有限次元表現が完全可約になるというワイルの完全可約性定理である。半単純リー代数の無限次元表現は一般に必ずしも完全可約とならない。

### 中心がゼロとなること
リー代数 {\displaystyle {\mathfrak {g}}} の中心は可換イデアルとなるため、もし {\displaystyle {\mathfrak {g}}} が半単純であれば、その中心はゼロである。例えば {\displaystyle {\mathfrak {gl}}_{n}} は非自明な中心を持つので半単純ではない。別の言い方をすれば 随伴表現 {\displaystyle \operatorname {ad} } は単射である。さらに {\displaystyle {\mathfrak {g}}} 上の微分からなるリー代数 {\displaystyle \operatorname {Der} ({\mathfrak {g}})} は {\displaystyle {\mathfrak {g}}} と同型になる。これはホワイトヘッドの補題の特別な場合である。また半単純リー代数のイデアル、商、積は全て半単純となる。

### ジョルダン分解
代数閉体上の有限次元ベクトル空間の任意の自己準同型 x に対し、対角化可能部分 s と冪零部分 n が唯一つ存在し s と n は可換かつ
{\displaystyle x=s+n\ }
となる。 より強く s と n は x の多項式となる。これはジョルダン分解から従う。
{\displaystyle x\in {\mathfrak {g}}} に対し  x の随伴写像での像のジョルダン分解は
{\displaystyle \operatorname {ad} (x)=\operatorname {ad} (s)+\operatorname {ad} (n)}
で与えられる。 s と n は、 n が冪零、 s が半単純、n と s が可換、 {\displaystyle x=s+n} となる唯一の {\displaystyle {\mathfrak {g}}} の元である。この抽象的なジョルダン分解は {\displaystyle {\mathfrak {g}}} の任意の表現 ρ に対してもジョルダン分解を与える。つまり
{\displaystyle \rho (x)=\rho (s)+\rho (n)\,}
は表現の自己同型環における ρ(x) のジョルダン分解を与えている。

### ランク
複素半単純リー代数のランクはそのカルタン部分代数の次元に一致する。

## 重要性
半単純性の第一の重要性は、任意の有限次元リー代数が可解イデアルと半単純リー代数の半直積となることを述べたレヴィ分解から来ている。
可解イデアルの場合とは対照的に、半単純リー代数は非常にエレガントな分類を持っている。代数閉体上の半単純リー代数はルート系によって、またルート系はディンキン図形によって完全に分類されてしまう。
また半単純リー代数の有限次元表現の分類は一般のリー代数の分類と比べ簡単である。例えば半単純リー代数のジョルダン分解はその表現におけるジョルダン分解と一致する。これは一般のリー代数では成立しないことである。
{\displaystyle {\mathfrak {g}}} が半単純であれば {\displaystyle {\mathfrak {g}}=[{\mathfrak {g}},{\mathfrak {g}}]} となる。特に線形半単純リー代数は全て特殊線形リー代数 {\displaystyle {\mathfrak {sl}}} の部分代数となる。{\displaystyle {\mathfrak {sl}}} の構造の研究は半単純リー代数の表現論の重要な一部分である。

## 一般化
半単純リー代数にはいくつかの一般化がある。まず半単純リー代数に対して成立する多くの命題が、より一般に簡約リー代数に対しても成立する。抽象的には簡約リー代数とはその随伴表現が完全可約となるものであり、具体的には簡約リー代数とは半単純リー代数と可換リー代数の直和である。例えば {\displaystyle {\mathfrak {sl}}_{n}} は半単純リー代数であり {\displaystyle {\mathfrak {gl}}_{n}} は簡約リー代数である。
（半単純/簡約）複素リー代数の性質の多くが、代数閉体とは限らない体上の分裂（半単純/簡約）リー代数に対して成立する。代数閉体上の（半単純/簡約）リー代数は必ず分裂するが他の体では必ずしもそうではない。分裂半単純リー代数は代数閉体上の半単純リー代数と本質的に同じ表現論を持っている。例えば分裂カルタン部分代数は代数閉体上のカルタン部分代数と同じ役割を果たす。これは例えば (Bourbaki 2005) でとられたアプローチである。